# Discosphaerina niesslii
Discosphaerina niesslii är en svampart som tillhör divisionen sporsäcksvampar, och som först beskrevs av Kunze och Rehm, och fick sitt nu gällande namn av L.Holm, K.Holm och Margaret E. Barr. Discosphaerina niesslii ingår i släktet Discosphaerina, och familjen Hyponectriaceae. Arten är reproducerande i Sverige.